# Xiahou Yuan
Xiahou Yuan (... – 219) è stato un ufficiale cinese, cugino più giovane di Xiahou Dun, sotto il signore della guerra Cáo Cāo durante la tarda era della Dinastia Han e dei Tre Regni della Cina.
Era a capo di una delle due ali del suo neonato esercito del  regno Wei ed era noto per i suoi fulminei attacchi, che gli fecero vincere molte battaglie, tra cui quella vittoriosa contro Ma Chao.
Tuttavia, nella battaglia del monte Dingjun fu sconfitto da un generale del Regno di Shu e ucciso da Huang Zhong.

## Nella cultura di massa
Appare come personaggio giocabile nella serie di videogiochi Dynasty Warriors (serie).